# Elisa Kragerup
Elisa Kragerup (* 29. August 1979 in Kopenhagen) ist eine dänische Theaterregisseurin.

## Leben und Wirken
Elisa Kragerup ist die Tochter von Peder Kragerup und seiner Frau Jill Jeppesen. Ihr Großvater war der Schauspieler Jørn Jeppesen. Ihre Großtante war die Schauspielerin Jane Jeppesen.
Kragerup wuchs in Kopenhagen auf und machte ihr Abitur an einem Musikgymnasium. Danach studierte sie an Den Danske Filmskole das Fach Regie.
Als Theaterregisseurin war sie bislang am Aarhus Teater, am Betty-Nansen-Theater und am Königlichen Theater Kopenhagen tätig. Sie inszenierte dabei auch Theaterstücke von Hans Christian Andersen, William Shakespeare, Henrik Ibsen, Erik Rindom, Johann Wolfgang von Goethe oder Bertolt Brecht.
2012 übernahm sie die Regie in dem Kurzfilm Lover, Let Me Go.
Im Jahr 2015 wurde sie mit dem Kronprinsparrets Priser ausgezeichnet. Zudem erhielt sie den Reumert-Theaterpreis.

## Filmografie
Filme
- 1988: Jydekompagniet
- 2012: Lover, Let Me Go

Serien
- 2010: Kunstnermøder
- 2017: Go' morgen Danmark